# Distrito de Tocmoche
El distrito de Tocmoche es un distrito de la Provincia de Chota, en el Departamento de Cajamarca (Perú), situado en el extremo noroeste de la provincia.

## Historia
Tocmoche desde la antigüedad ha sido un lugar poblado, por la civilización Huambos. Los cronistas Pedro Sarmiento de Gamboa y Miguel Cabello de Balboa, en su libro “Miscelánea Antártica” narran que las tribus llamadas Wambos estaban bajo el mando don “Régulo” – quién tenía un asiento en Caxamarca, esta región estuvo organizada en Siete Guarangos: Chota, Guambos, Santa Cruz, Cutervo, Sócota, Querocoto y Chavín con su anexo Tocmoche.
Años anteriores a 1942 la población tocmochana se vio en la necesidad de organizarse y solicitar al congreso la creación de su distrito, la misma que 1. ORIGEN Y EVOLUCIÓN:
fue concedida durante el gobierno de Manuel Prado Ugarteche, el 18 de septiembre de 1942 con Ley N.º 9607.
2. ETIMOLOGÍA:
La etimología del nombre de Tocmoche, cuenta con dos hipótesis. Una es recogida por el profesor Manuel José Mori Sánchez, natural de Cachén y que residió muchos años en este pueblo dirigiendo la Escuela Mixta N.º 632. Según su investigación histórica, y que sirvió de base para la Monografía del expediente o anteproyecto de la ley 9607, que creó el distrito de Tocmoche se dice que el nombre primitivo fue "Tucomocho" que provenía de la voz kechua "tuko" que quiere decir "búho ó lechuza" y de la voz española "mocho", que significa despuntado. Unidas estas dos voces formaron la "palabra" "Tucomocho", la misma que más tarde se transformaría en "Tocmoche", siguiendo el uso de la lengua castellana o española.
Sustenta su tesis en que al Noroeste de este pueblo hay un cerro llamado Chillón, de 2144 m. s.n.m., en cuya cima están dos piedras, una más grande que la otra, con una configuración parecida a la cabeza de un búho (tuco), con una oreja despuntada (mocha). Con este concepto, sin ningún documento ni base lingüística o científica se dio publicidad a esta versión etimológica.
El mismo profesor Mori Sánchez dice: "El cerro Chillón lleva este nombre porque la vulgaridad supersticiosa cree que cuando está cerrado de neblina y se transita por este lugar, chilla o suena la plata a sus pies. Este cerro se presenta poliforme según el punto en que se observe; si se mira del Sur, su aspecto es el del ave antedicha (buho o lechuza), si se mira del Norte es de un león descansando, si del Este, un águila volando, del Oeste, un gallo cantando y del Noroeste un oso".
Una segunda versión, fruto de nuestra investigación, parte del concepto filológico de Arístides Quillet, quien nos enseña en la obra "Construcciones históricas", que "LA LENGUA EN QUE ESTA EXPRESADO EL NOMBRE DE UNA CIUDAD ES LA LENGUA DEL PUEBLO QUE CREO DICHA CIUDAD".
Pensamos, que desde antes de la llegada de los españoles al Perú y habláramos su lengua, ya era conocida esta tierra con el nombre de Tocomocho. Asumimos que la etimología de este nombre es de origen netamente kechua:
TOCO, según el diccionario enciclopédico Sopena, es una voz peruana cuyo origen es del kechua TOJO que significa HORNACINA o NICHO, de forma rectangular, muy conocida en la arquitectura incaica; MOCHE, en kechua significa BESAR. En nuestro concepto, la etimología sería. NICHO QUE SE BESA o NICHO QUE SE ADORA.
Con los descubrimientos arqueológicos realizados en estos últimos años, de adoratorios de dioses paganos, ídolos y felinos en los cerros circundantes podría ser que existiera algún nicho en el cual se veneraba al dios de la tribu o algún personaje notable del aillu por descubrirse, y muy cerca de este pueblo.

El distrito fue creado políticamente mediante Ley n.º 9607 del 18 de septiembre de 1942, en el gobierno de Manuel Prado Ugarteche.

## Geografía
Tocmoche - Chota se encuentra en la parte norte central del Perú..
Limita al Norte y Este con Miracosta, al oeste con Ferreñafe y al sur con Chiclayo.
Coordenadas geográficas de Tocmoche - Chota
6°24′12″ latitud sur; 79º 16' 59" de latitud norte
de latitud oeste
Sabias que...
La superficie de Tocmoche - Chota es de 222.38 kilómetros cuadrados, el cual representa el % del territorio del estado.
Al noreste de la ciudad de Chota, a orillas del río Conchano en un hermoso valle interandino.

## Capital
Tiene como capital al pueblo de Tocmoche. Se encuentra ubicada a una hora y 40 minutos de la ciudad de Chongoyape y a 3 horas de chiclayo.

## Autoridades

### Municipales
- 2015-2018
  - Alcalde: Luz Yolanda Rojas Bonilla, del Movimiento AlianzA PARA EL PROGRESO(A)
  - Regidores: Lenin Carhuapoma Benavides (A), Esther Guerrero, Pablo Purihuaman, Modesto, Luis Gallardo Dávila .[1]

2023-2026 
- - Alcalde: Manuela Sandoval Mendo

### Religiosas
El día 7 de septiembre se celebra en el distrito de Tocmoche, provincia de Chota, departamento de Cajamarca, la festividad en honor a la Virgen del Cisne, que es considerada como santa patrona del pueblo.
Entre las actividades que se realizan por esta festividad, están la tradicional procesión por las calles del pueblo, la misa de honor, la gran verbena popular con fuegos artificiales, exhibición de caballos de paso, jugada de gallos, feria gastronómica, festival de danzas, entre otras.
Historia
En el pueblo de Tocmoche, cuenta la historia que don Bernabé Gamarra, comerciante muy religioso, frecuentemente viajaba a ecuador, circunstancia en que llegó a un pueblo llamado Loja, donde se celebra la festividad de la patrona Virgen del Cisne, fue tal su emoción que al ver a la virgen quedó impresionado de tanta majestuosidad y con una profunda emoción evoco su deseo de querer tener una imagen similar en su querido pueblo Tocmoche.
Tiempo después en la madrugada del 7 de septiembre de 1789 y en medio de una torrencial lluvia, alguien toco la puerta de su domicilio, al escuchar una voz que decía te dejo tu encargo, abrió la puerta y encontró sobre una piedra frente a su casa, una imagen de la Virgen del Cisne, desde entonces a la fecha se celebra todos los años la fiesta en honor a la Santísima Virgen del Cisne, siendo el día principal el 8 de septiembre, para lo cual, el pueblo se engalana para recibir a sus hijos residentes en diferentes partes del Perú y el mundo y a la vez a personajes ilustres de la región.

## Festividades
- 8 de septiembre en honor a la Virgen del Cisne.
- 18 de septiembre: aniversario de la creación política del Distrito.